# Hrabětice (Jeseník nad Odrou)

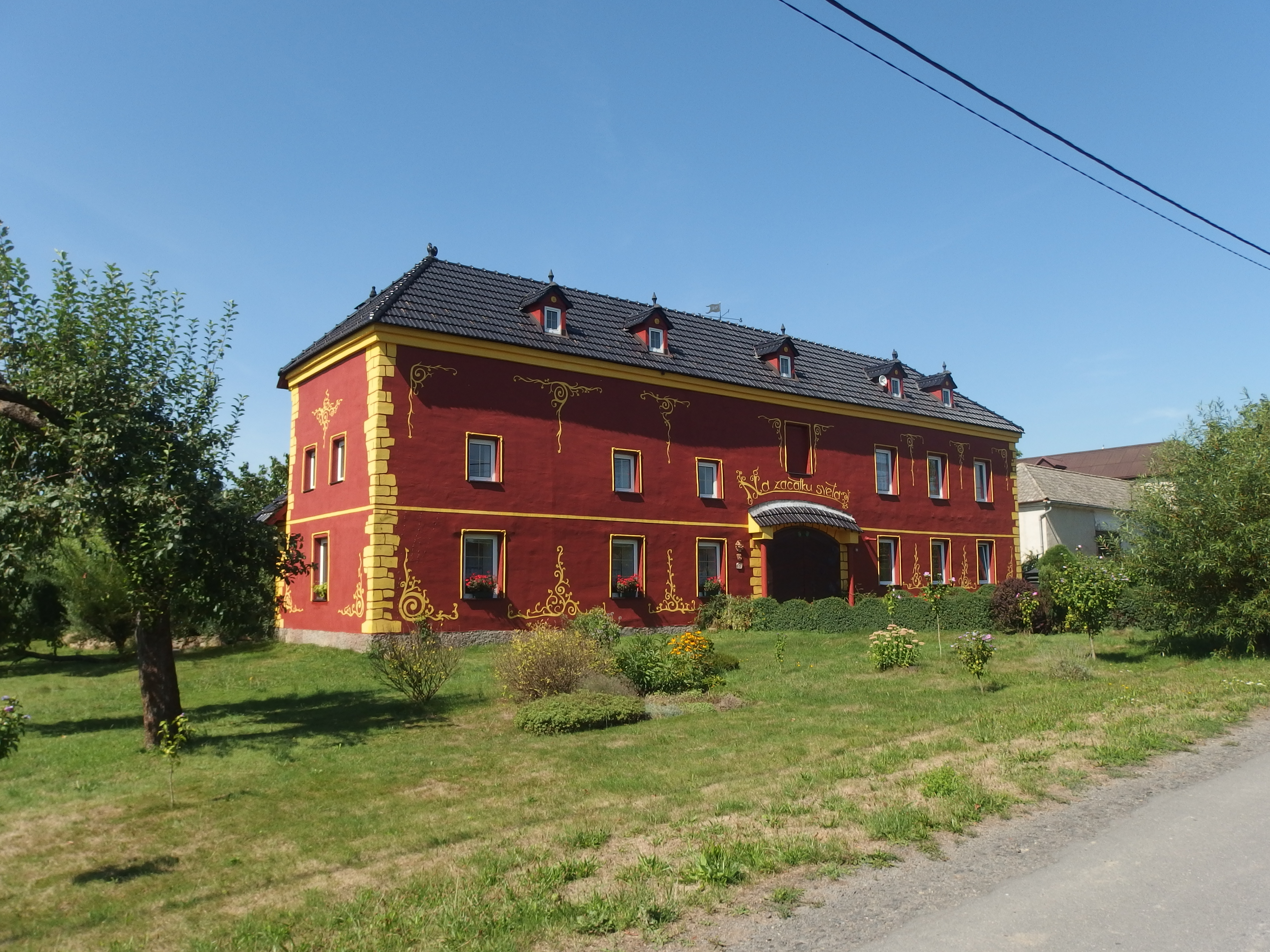
Haus Nr. 311

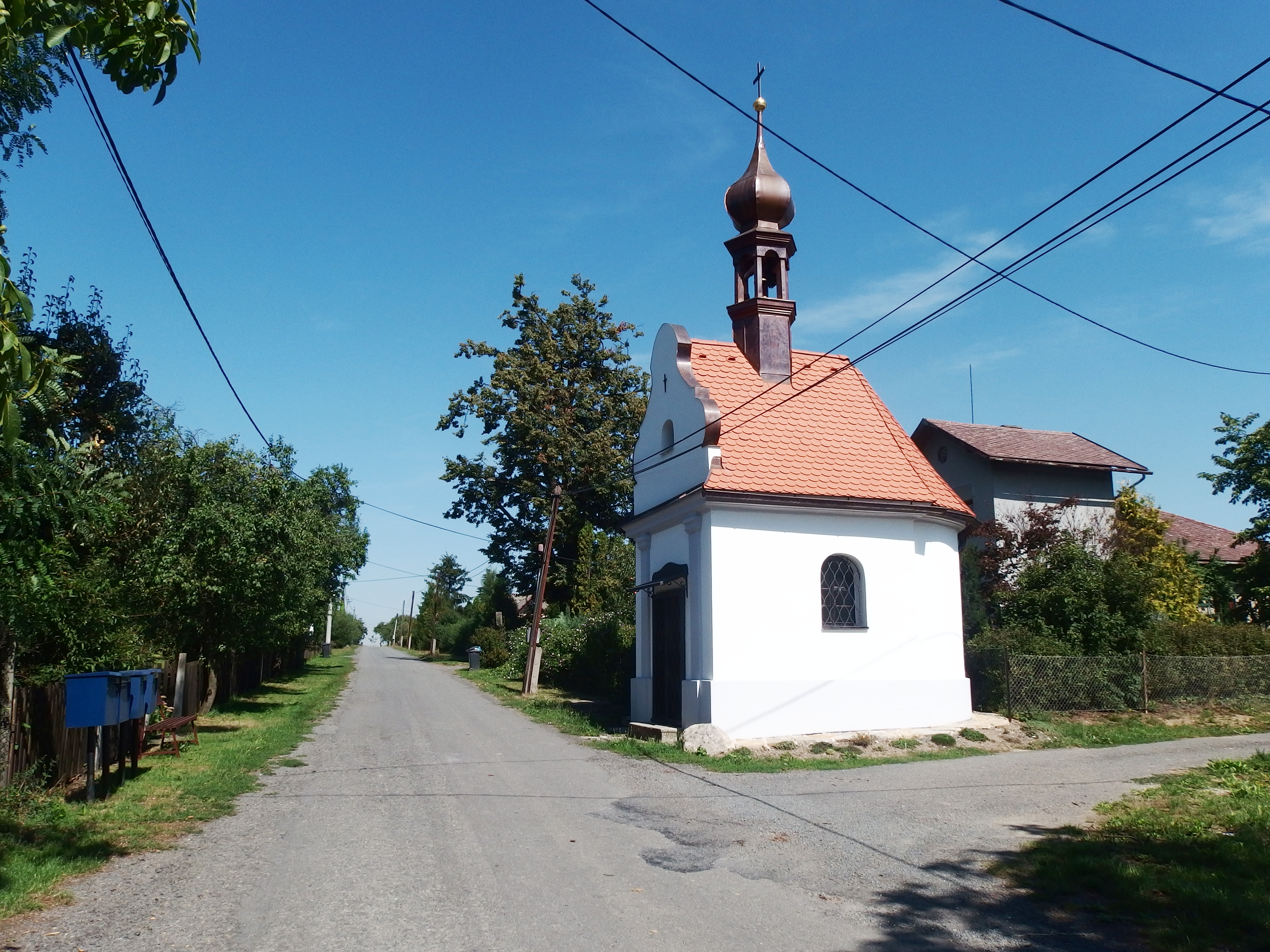
Kapelle des hl. Wenzel

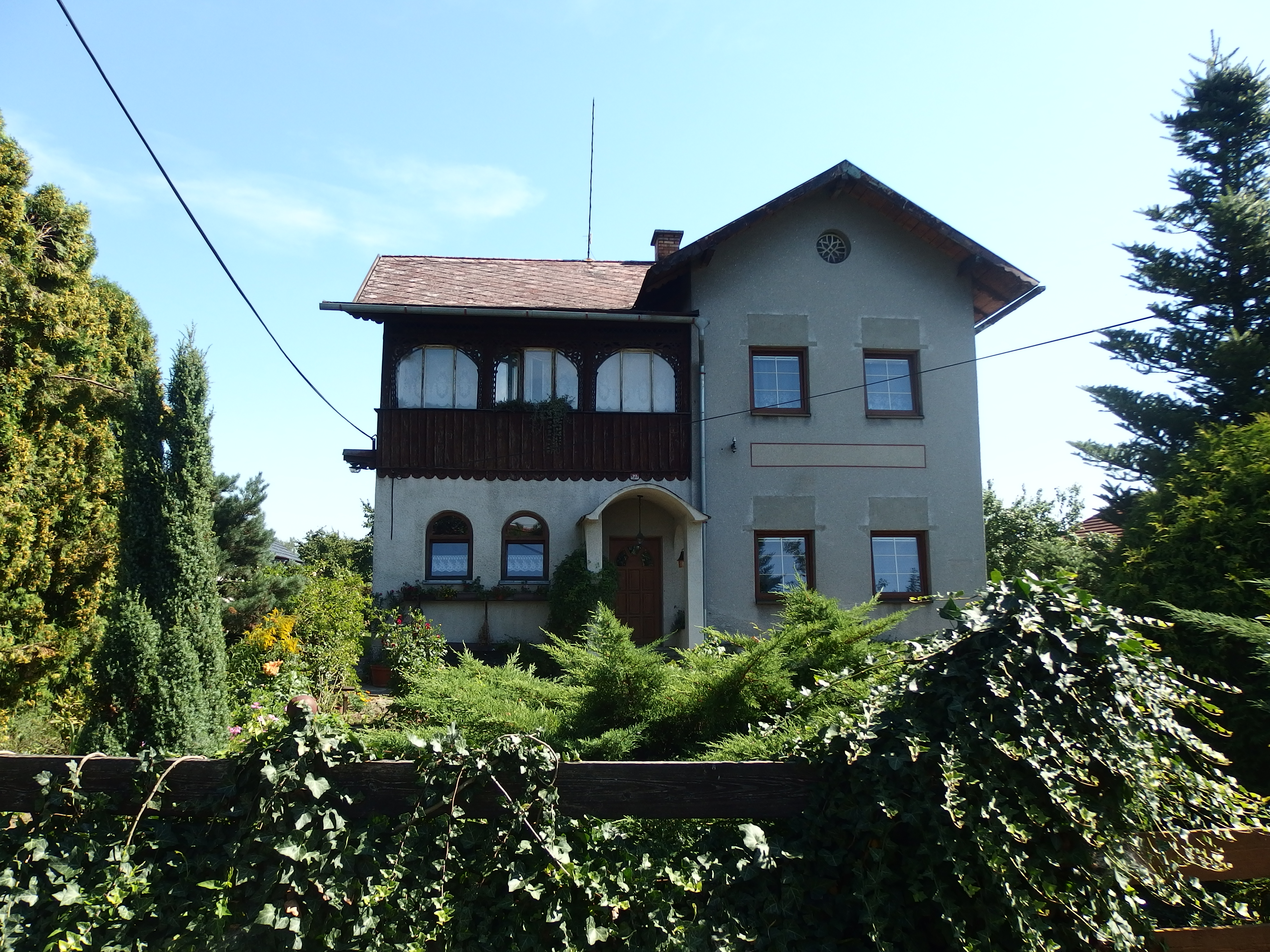
Haus Nr. 317

Hrabětice (deutsch Grafendorf) ist ein Ortsteil der Gemeinde Jeseník nad Odrou in Tschechien. Er liegt neun Kilometer westlich von Nový Jičín und gehört zum Okres Nový Jičín.

## Geographie
Hrabětice befindet sich am einer Anhöhe über den Tälern der Oder und ihres Zuflusses Luha im Kuhländchen. Südlich und westlich des Dorfes erstreckt sich der Hrabětický les (Obstwald). Im Osten erhebt sich die Hůrka (380 m n.m.), südlich der Blahutovický vrch (Blattendorfer Berg, 331 m n.m.) und im Westen die Lučická stráž (Christberg, 339 m n.m.). Östlich des Dorfes führt die Bahnstrecke Břeclav–Petrovice u Karviné durch das Luhatal.
Nachbarorte sind Mankovice und Dolní Mlýn im Norden, Jeseník nad Odrou im Nordosten, Hůrka im Osten, Vlčnov und Polouvsí im Südosten, Dub und Blahutovice im Süden, Polom und Lučice im Südwesten, Bělotín im Westen sowie Hynčice und Vražné im Nordwesten.

## Geschichte
Im Jahre 1772 beantragte das hochfürstlich Dietrichstein-Proskausche Wirtschaftsamt zu Weißkirch die Parzellierung des baufällig und unwirtschaftlich gewordenen Blattendorfer Meierhofes, um ein neues Dorf zu gründen. Nach langen Verhandlungen kam es am 31. Mai 1776 zum Abschluss eines Erbkaufvertrags zwischen den Vertretern der Siedler, Anton Richter und Josef Beyer, sowie dem Weißkircher Vogt Wenzel Anton Kaupa, der am 30. Juni desselben Jahres auf Schloss Nikolsburg durch den Grundherrn, Karl Maximilian von Dietrichstein-Proskau ratifiziert wurde. Die Fluren wurden zu gleichen Teilen an die aus den umliegenden Orten stammenden zwölf Interessenten aufgeteilt; eine Zusammenlegung von Parzellen wurde ausgeschlossen. Die Siedler wurden u. a. von sämtlichen Naturalabgaben und Frondiensten befreit. Die feierliche Grenzfestlegung erfolgte durch einen Pritschenmeister; die Ortsgründung war der letzte Anlass, bei dem im Kuhländchen der althergebrachte Brauch des Pritschens angewendet wurde. Der neue Ort erhielt den Namen Grafen-Dörfel, das Ortssiegel zeigte eine Grafenkrone mit neun Zacken und Perlen. Bereits 1783 wurde erstmals der Ortsname Grafendorf verwendet, der ab 1790 schließlich Grafen-Dörfel ersetzte.
Im Jahre 1835 bestand das im Prerauer Kreis gelegene Dorf Grafendorf bzw. Grofdorf aus 15 Häusern, in denen 90 Personen lebten. Grafendorf war Sitz eines herrschaftlichen Forstreviers. Pfarr- und Schulort war Teutsch-Jaßnik. Bis zur Mitte des 19. Jahrhunderts blieb Grafendorf Teil der Fideikommissherrschaft Weißkirch. 
Nach der Aufhebung der Patrimonialherrschaften bildete Grafendorf / Grafdorf ab 1849 eine Gemeinde im Gerichtsbezirk Neutitschein. Ab 1869 gehörte Grafendorf zum Bezirk Neutitschein. Zu dieser Zeit hatte das Dorf 105 Einwohner und bestand aus 16 Häusern. Im Jahre 1900 lebten in Grafendorf 87 Personen, 1910 waren es 111. Der tschechische Ortsname Grafdorf wurde zu Beginn des 20. Jahrhunderts in Hrabětice geändert. Im Jahre 1930 bestand Grafendorf aus 17 Häusern und hatte 98 Einwohner. Nach dem Münchner Abkommen wurde das deutschsprachige Dorf 1938 dem Deutschen Reich zugeschlagen. 1939 hatte Grafendorf 76 Einwohner. Bis 1945 gehörte Grafendorf zum Landkreis Neu Titschein. Nach dem Ende des Zweiten Weltkrieges kam das Dorf zur Tschechoslowakei zurück, die meisten deutschsprachigen Bewohner wurden zwischen 1945 und 1946 vertrieben. 1950 lebten in Hrabětice 74 Menschen. 1957 erfolgte die Eingemeindung nach Jeseník nad Odrou. Beim Zensus von 2001 lebten in den 15 Häusern von Hrabětice 49 Personen. Zum 1. Januar 2014 hatte das Dorf 62 Einwohner. 

## Ortsgliederung
Der Ortsteil Hrabětice bildet den Katastralbezirk Hrabětice nad Odrou.

## Sehenswürdigkeiten
- Kapelle des hl. Wenzel, erbaut 1838 in Eigenleistung der Einwohner
- Barocke Statue des hl. Johannes von Nepomuk, sie wurde 1796 vom örtlichen Weinhändler Johann Beyer in Niederösterreich für die Gemeinde erworben
- Hölzerner Glockenbaum, Nachbildung des alten Glockenbaums von 1783
- Bildstock, errichtet 1935, er wurde 2012 restauriert und mit einer zweisprachigen Inschriftentafel versehen.
- Hohes Steinkreuz, neben der Kapelle